# Cabinda
Cabinda Angola exklávéja. A szeparatisták szerinti neve Cabindai Köztársaság, ők 1975 óta függetlenségi harcot folytatnak a központi kormányzat ellen.

## Földrajza

Cabinda térképe

Cabinda területe a Kongói Köztársaság és a Kongói Demokratikus Köztársaság közé ékelődik be. Az Atlanti-óceán partján, közel a Kongó folyóhoz terül el. Felszínét hegyek borítják dús trópusi növényzettel (esőerdő). 

## Történelme
Portugál felfedezők, misszionáriusok és kereskedők a 15. század közepén érkeztek a Kongó folyó torkolatához, ahol kapcsolatba léptek a Kongói Királysággal.
Az évek során Cabindában portugálok, hollandok és angolok létesítettek kereskedelmi lerakatokat, favágó táborokat és kis pálmaolaj-ütő műhelyeket. A folyamatos kereskedelem és a növekvő európai jelenlét konfliktusokat gerjesztett a rivális gyarmati hatalmak között.
Portugália 1885-ben támasztott területi igényt Cabindára. Akkor a terület "Cabinda fejedelmeinek és kormányzóinak" kérésére lett a portugál korona védnöksége. A mai Cabinda önrendelkezési joga mellett érvelők erre a mozzanatra építik történelmi és jogi érveiket. Ezzel a szerződéssel Portugália királya és Cabinda fejedelmei között a terület portugál védnökség lett, de a szerződés elismerte a helyi fejedelmek jogait és azt, hogy a terület független Angolától. Ebben az időben Cabinda neve Portugál Kongó volt.
Az 1920-as évek közepén rögzítették Angola határait a szomszédos gyarmatosító hatalmak tárgyalásain, e folyamat közben lett Cabinda Angola része. Az 1933-as portugál alkotmány különbséget tett Angola gyarmat és Cabinda védnökség között, de 1956-ban Cabinda igazgatását átadták Angola főkormányzójának. Az 1971-es portugál alkotmány fenntartotta Cabinda és Angola jogi megkülönböztetését. 
A portugál uralom idején Cabinda fontos mező- és erdőgazdasági központtá fejlődött. 1967-ben jelentős tengeri olajmezőket fedeztek fel. Cabinda tengeri fürdői népszerűek voltak az angolai portugálok körében.
1974-ben Portugáliában katonai puccs döntötte meg az évtizedek óta hatalmon lévő rezsimet. Az új kormány úgy döntött, hogy haladéktalanul megadja az összes portugál gyarmatnak a függetlenséget. 1975-ben állapodott meg a portugál kormány és a különböző, egymással is ellenséges angolai felszabadítási mozgalmak Angola függetlenségéről. E szerződés Angola részének tekintette Cabindát, ezért több cabindai politikai mozgalom elutasította, amelyek Cabinda önálló függetlenségét óhajtották. Azóta Cabinda egyrészt rendes angolai tartomány, másrészt folyamatos a politikai tiltakozás e státusz ellen. A tiltakozás időnként gerillaakciókban is megnyilvánul. A fegyveresek nemcsak Angolával, de a szomszédos Kongói Köztársasággal is harcban állnak.

## Gazdaság
Főleg cukornádat, maniókát, kókuszt, banánt termesztenek. Jelentős a kőolaj-kitermelés.